# Koga Michinobu
Koga Michinobu (久我 通宣, [[[1373]] - 1433] Erro: {{japonês}}: texto da transliteração contém caractere não latino (pos 19) (ajuda)), foi um kuge (nobre da corte japonesa) do Período Nanboku-chō e início do Período Muromachi da história do Japão. Seu pai foi  Tomomichi. Pertencia ao ramo Koga do Clã Minamoto e se tornou Dainagon

## Vida e Carreira
Michinobu foi Mutsu Gonmori (Vice governador da província de Mutsu) e foi nomeado Chūnagon, em 1396 no governo do Imperador Go-Komatsu alcançou a classificação de Jusanmi (terceiro escalão junior) e foi nomeado Dainagon.
No ano seguinte foi nomeado Bettō (reitor) da escola Shōgakuin (da família imperial). Em 1399 é destituído do cargo de Dainagon, mas em  1403 volta a ocupar o cargo até sua renúncia em 1415 durante o reinado do Imperador Shoko. Em 1419 Michinobu abandona a vida publica e torna-se um monge budista ( shukke).

| Precedido por Koga Tomomichi | -- 13º Líder dos Koga Minamoto (1397-1419) | Sucedido por Koga Kiyomichi |